# Incendio del Triangle Complex
El incendio del Triangle Complex, también conocido como el incendio del Freeway Complex el incendio de Corona, inició a las 9:01 AM PDT del 15 de noviembre de 2008 a lo largo de la autovía 91 en el cauce del Río Santa Ana localizado en Corona, en los Estados Unidos. El fuego se extendió al norte y al oeste de las laderas de Yorba Linda y al sur en Anaheim Hills, donde varias estructuras residenciales y comerciales fueron destruidas por las llamas. El incendio también quemó varias casas en Olinda Ranch a lo largo de Carbon Canyon Road en Brea, y después se extendió al norte en Diamond Bar. Al menos 250 casas y apartamentos se quemaron y sufrieron daños en una área de 12,264 ha fue quemada. Alrededor de 40,000 personas tuvieron que ser evacuadas.

Antes de este incendio se produjeron otros en el noroeste, el incendio de Sayre en Sylmar (14 de noviembre). Ambos fueron precedidos por un incendio, aparentemente separado a lo largo de la costa del Pacífico, el incendio de Tea en Santa Bárbara y Montecito (13 de noviembre).

## Cierres de las autovías
El incendio del Triangle Complex obligó a las autoridades a cerrar la 91 Riverside Freeway, la 71 Expressway y el 241 Transportation Corridor. El incendio de Brea hizo que se cerrara la Autopista de Orange, carretera 57 al norte del Condado de Orange.

## Escuelas cerradas
- Distrito Escolar Unificado de Brea Olinda
- Algunas escuelas en la Diócesis de Orange
- Distrito Escolar Unificado de Placentia-Yorba Linda
- Distrito Escolar Unificado de Chino Valley
- Escuelas de Diamond Bar en el Distrito Escolar Unificado de Walnut Valley